# Lijst van voetbalinterlands Egypte - Irak
Deze lijst van voetbalinterlands is een overzicht van alle officiële voetbalwedstrijden tussen de nationale teams van Egypte en Irak. De landen hebben tot op heden zeven keer tegen elkaar gespeeld. De eerste ontmoeting was een wedstrijd op 30 augustus 1965 tijdens de Pan Arabische Spelen 1965 in Caïro. Het laatste duel, een vriendschappelijke wedstrijd, werd gespeeld op 17 april 2012 in Dubai (Verenigde Arabische Emiraten).

## Wedstrijden
| № | Plaats | Datum            | Competitie                | Wedstrijd                            | Uitslag |
| - | ------ | ---------------- | ------------------------- | ------------------------------------ | ------- |
| 1 | Caïro  | 30 augustus 1965 | Pan Arabische Spelen 1965 | Verenigde Arabische Republiek − Irak | 1 − 0   |
| 2 | Bagdad | 1 januari 1972   | Palestina Cup 1972        | Irak − Egypte                        | 0 − 0   |
| 3 | Bagdad | 14 januari 1972  | Palestina Cup 1972        | Irak − Egypte                        | 1 − 3   |
| 4 | Tunis  | 28 december 1975 | Palestina Cup 1975        | Egypte − Irak                        | 1 − 0   |
| 5 | Amman  | 17 juli 1988     | Arab Nations Cup 1988     | Egypte − Irak                        | 0 − 0   |
| 6 | Riffa  | 18 december 2003 | Vriendschappelijk         | Egypte − Irak                        | 2 − 0   |
| 7 | Dubai  | 17 april 2012    | Vriendschappelijk         | Egypte − Irak                        | 0 − 0   |

## Samenvatting
| Competitie           | Totaal gespeeld | Winst Egypte | Gelijk | Winst Irak | Doelsaldo Egypte – Irak |
| -------------------- | --------------- | ------------ | ------ | ---------- | ----------------------- |
| Arab Nations Cup     | 4               | 2            | 2      | 0          | 4 − 1                   |
| Pan Arabische Spelen | 1               | 1            | 0      | 0          | 1 − 0                   |
| Vriendschappelijk    | 2               | 1            | 1      | 0          | 2 − 0                   |
| Totaal               | 7               | 4            | 3      | 0          | 7 − 1                   |

Wedstrijden bepaald door strafschoppen worden, in lijn met de FIFA, als een gelijkspel gerekend.
EFA · A-internationals · Selecties · Bondscoaches · Egyptisch vrouwenelftal · Olympisch elftal · Egypte U21 · Egypte U20 · Egypte U19 · Egypte U18 · Egypte U17
1920 – 1929 · 
1930 – 1939 · 
1940 – 1949 · 
1950 – 1959 · 
1960 – 1969 · 
1970 – 1979 · 
1980 – 1989 · 
1990 – 1999 · 
2000 – 2009 · 
2010 – 2019 ·
2020 − 2029
WK 1934 · 
WK 1990 · 
WK 2018
OS 1924 · 
OS 1928 · 
OS 1936 · 
OS 1948 · 
OS 1952 · 
OS 1960 · 
OS 1964 · 
OS 1968 · 
OS 1992 · 
OS 2012 · 
OS 2020
1920 · 
1921–1923 · 
1924 · 
1925–1927 · 
1928 · 
1929–1931 · 
1932 · 
1933 · 
1934 · 
1935 · 
1936 · 
1937–1947 · 
1948 · 
1949 · 
1950 · 
1952 · 
1952 · 
1953 · 
1954 · 
1955 · 
1956 · 
1957 · 
1958 · 
1959 · 
1960 · 
1961 · 
1962 · 
1963 · 
1964 · 
1965 · 
1966 · 
1967 · 
1968 · 
1969 · 
1970 · 
1971 · 
1972 · 
1973 · 
1974 · 
1975 · 
1976 · 
1977 · 
1978 · 
1979 · 
1980 · 
1981 · 
1982 · 
1983 · 
1984 · 
1985 · 
1986 · 
1987 · 
1988 · 
1989 · 
1990 · 
1991 · 
1992 · 
1993 · 
1994 · 
1995 · 
1996 · 
1997 · 
1998 · 
1999 · 
2000 · 
2001 · 
2002 · 
2003 · 
2004 · 
2005 · 
2006 · 
2007 · 
2008 · 
2009 · 
2010 · 
2011 · 
2012 ·
2013 ·
2014 ·
2015 ·
2016 ·
2017 ·
2018 ·
2019 ·
2020 ·
2021 ·
2022 ·
2023 ·
2024
Algerije ·
Angola ·
Argentinië ·
Australië ·
Bahrein ·
België ·
Benin ·
Bolivia ·
Bosnië en Herzegovina ·
Botswana ·
Brazilië ·
Bulgarije ·
Burkina Faso ·
Burundi ·
Canada ·
Centraal-Afrikaanse Republiek ·
Chili ·
China ·
Colombia ·
Comoren ·
Congo-Brazzaville ·
Congo-Kinshasa ·
DDR ·
Denemarken ·
Djibouti ·
Duitsland ·
Engeland ·
Equatoriaal-Guinea ·
Estland ·
Ethiopië ·
Finland ·
Frankrijk ·
Gabon ·
Georgië ·
Ghana ·
Griekenland ·
Guinee ·
Guinee-Bissau ·
Hongarije ·
Ierland ·
Indonesië ·
Irak ·
Iran ·
Italië ·
Ivoorkust ·
Jamaica ·
Japan ·
Jemen ·
Joegoslavië ·
Jordanië ·
Kaapverdië ·
Kameroen ·
Kenia ·
Koeweit ·
Kroatië ·
Libanon ·
Liberia ·
Libië ·
Litouwen ·
Luxemburg ·
Madagaskar ·
Malawi ·
Mali ·
Malta ·
Marokko ·
Mauritanië ·
Mauritius ·
Mexico ·
Mozambique ·
Namibië ·
Nederland ·
Nieuw-Zeeland ·
Niger ·
Nigeria ·
Noord-Korea ·
Noord-Macedonië ·
Noorwegen ·
Oeganda ·
Oman ·
Oostenrijk ·
Palestina ·
Polen ·
Portugal ·
Qatar ·
Roemenië ·
Rusland ·
Rwanda ·
Saoedi-Arabië ·
Schotland ·
Senegal ·
Sierra Leone ·
Slowakije ·
Soedan ·
Somalië ·
Spanje ·
Swaziland ·
Syrië ·
Tanzania ·
Thailand ·
Togo ·
Trinidad en Tobago ·
Tsjaad ·
Tsjecho-Slowakije ·
Tunesië ·
Turkije ·
Uruguay ·
Verenigde Arabische Emiraten ·
Verenigde Staten ·
Wit-Rusland ·
Zambia ·
Zimbabwe ·
Zuid-Afrika ·
Zuid-Jemen ·
Zuid-Korea ·
Zuid-Soedan ·
Zweden ·
Zwitserland
Kameroen (2017) ·
Rusland (2018) ·
Saoedi-Arabië (2018) ·
Uruguay (2018)
IFA · A-internationals · Statistieken · Iraaks vrouwenelftal · Irak U21 · Irak U20 · Irak U19 · Irak U18 · Irak U17
1950 – 1969 ·
1970 – 1979 ·
1980 – 1989 ·
1990 – 1999 ·
2000 – 2009 ·
2010 – 2019 ·
2020 − 2029
Afghanistan ·
Algerije ·
Argentinië ·
Australië ·
Azerbeidzjan ·
Bahrein ·
België ·
Bolivia ·
Botswana ·
Brazilië ·
Cambodja ·
Chili ·
China ·
Colombia ·
Congo-Kinshasa ·
Cyprus ·
DDR ·
Ecuador ·
Egypte ·
Estland ·
Filipijnen ·
Finland ·
Ghana ·
Guinee ·
Hongkong ·
India ·
Indonesië ·
Iran ·
Japan ·
Jemen ·
Jordanië ·
Kazachstan ·
Kenia ·
Kirgizië ·
Koeweit ·
Libanon ·
Liberia ·
Libië ·
Macau ·
Maleisië ·
Marokko ·
Mauritanië ·
Mexico ·
Myanmar ·
Nepal ·
Nieuw-Zeeland ·
Noord-Korea ·
Oeganda ·
Oezbekistan ·
Oman ·
Pakistan ·
Palestina ·
Paraguay ·
Peru ·
Polen ·
Qatar ·
Roemenië ·
Rusland ·
Saoedi-Arabië · 
Sierra Leone · 
Singapore ·
Soedan ·
Spanje · 
Sri Lanka ·
Syrië · 
Tadzjikistan · 
Taiwan · 
Thailand · 
Trinidad en Tobago ·
Tunesië ·
Turkije ·
Turkmenistan ·
Uruguay ·
Verenigde Arabische Emiraten ·
Vietnam ·
Zambia ·
Zuid-Afrika ·
Zuid-Jemen ·
Zuid-Korea